# Будівництво 600 і ВТТ
Будівництво 600 і ВТТ — підрозділ в системі ГУЛАГ, оперативне керування якого здійснювало спочатку Головне Управління таборів промислового будівництва (рос. ГУЛПС).
Організований 02.04.49;

закритий 14.05.53 (перейменований в Каменський ВТТ, який проіснував до 21.05.55).
Дислокація: м.Новосибірськ

## Виконувані роботи
- будівництво заводу 250 1-го ГУ при РМ СРСР, службових та казармених приміщень спеціальних частин ГУВО МГБ при заводі 250,
- будівництво заводу металоконструкцій, складів,
- виготовлення шлакоблоків,
- робота на авторемонтному заводі,
- житлове та комунально-побутове будівництво,
- будівництво ТЕЦ,
- лісозаготівлі

## Чисельність з/к
01.06.49 — 3469,
- 01.01.50 — 11 566,
- 01.01.51 — 12 824,
- 01.01.52 — 15 753,
- 01.01.53 — 9999;
- 10.04.52 — 13 510;
- 01.04.53 — 9216;
- 01.05.53 — 5531

## Історія
Відповідно до постанови Ради міністрів СРСР про створення в Новосибірську заводу з переробки уранової сировини для його спорудження передавався майданчик, на якому в 1939-44 будувався авіамоторний завод Наркомату авіапромисловості СРСР, потім — автомобільний завод. Наявне обладнання автомобільного заводу направлено до Мінська, а на його території в 1949 почав зводитися завод № 250.
У 1950 введено в експлуатацію дослідне виробництво, у 1951 — виробництво з переробки урану, в 1958 — літію. У 1962 освоєна технологія переробки збагаченого урану. На його основі з 1974 випускаються тепловидільні елементи для науково-дослідницьких ядерних центрів.